# رکا یاکاب
رکا یاکاب (مجاری: Jakab Réka؛ زادهٔ ۵ فوریهٔ ۱۹۸۷) بازیکن فوتبال اهل مجارستان است.
از باشگاه‌هایی که در آن بازی کرده‌است می‌توان به باشگاه فوتبال دیوری ای‌تی‌او اشاره کرد.
وی همچنین در تیم ملی فوتبال زنان مجارستان بازی کرده‌است.